# 1932 en science
| Années de la science : 1929 - 1930 - 1931 - 1932 - 1933 - 1934 - 1935    |
| Décennies de la science : 1900 - 1910 - 1920 - 1930 - 1940 - 1950 - 1960 |

Cet article présente les faits marquants de l'année 1932 en science.

## Événements
- 14 mars : l'astronome et mathématicien français Ernest Esclangon propose à l'Académie des sciences un projet d'horloge parlante qui entre en service le 14 février 1933[1].
- 31 mars : le constructeur d'automobiles « Ford » lance le moteur V-8[2].
- Juin : dans un article de l'Onde électrique l'ingénieur français Henri de Bellescize pose le principe de la boucle à phase asservie (PLL)[3].

Congrès international des mathématiciens de Zurich.

- Septembre : dans son article Forest fire hazard research, l'ingénieur canadien James G. Wright, le père de la recherche en matière de feux de forêt, met au point l'Indice d'évaluation du danger d'incendie, à partir de données météorologiques[4].

### Sciences de la vie
- 1er avril : les médecins allemands Hans Adolf Krebs et Kurt Henseleit exposent leur découverte du cycle de l'urée dans un article publié dans le Berliner klinische Wochenschrift[5].
- 7 septembre : le psychiatre français Jacques Lacan achève sa thèse de doctorat en médecine intitulée De la psychose paranoïaque dans ses rapports avec la personnalité[6], publiée le 23 octobre 1932.
- 21-28 décembre : le bactériologiste allemand Gerhard Domagk découvre les sulfamidés[7]. Le Prontosil, premier médicament antibactérien, est mis sur le marché par Bayer en 1935[8].

- Le chimiste allemand Adolf Windaus réussit à isoler la vitamine antirachitique D2 par photolyse de l'ergostérol[9].

### Sciences physiques
- 27 février : la revue Nature publie une note du physicien britannique James Chadwick qui annonce la découverte du neutron[10].

- 14 avril : mise au point du générateur Cockcroft-Walton, le premier accélérateur de particules construit au Cavendish Laboratory au Royaume-Uni par les physiciens John Cockcroft et Ernest Walton[11]. En se basant sur les travaux du physicien néo-zélandais Ernest Rutherford, Cockcroft et Walton réussissent la première fission de l'atome. Il divisent en deux un noyau de lithium 7 en le bombardant avec des protons accélérés[12].

- Août : dans un article publié dans le Bulletin of the Astronomical Institutes of the Netherlands[13], l'astronome néerlandais Jan Oort présente ses travaux sur la détermination de la masse de la Galaxie. En étudiant les mouvements des étoiles dans la Voie lactée, il avance qu'il doit y avoir 50 % de masse supplémentaire dans la Galaxie et en déduit l'existence de la matière noire[14].

- 5 septembre : le physicien américain Linus Pauling introduit la notion d'électronégativité dans un article publié dans le Journal of the American Chemical Society[15].
- 9 septembre : le physicien américain Carl David Anderson annonce dans un article publié dans Science sa découverte du positron, un électron chargé positivement[16].

- L'astrophysicien estonien Ernst Öpik, indépendamment du néerlandais Jan Oort (1950) fait l'hypothèse que l'origine des comètes à longue période se trouve dans un nuage cométaire situé au-delà de Pluton[17].

## Publications
- Walter Bradford Cannon : The Wisdom of the Body.
- Cyril Darlington : Recent Advances in Cytology.
- John Burdon Sanderson Haldane : The Causes of Evolution.
- John von Neumann : Les Fondements mathématiques de la mécanique quantique (Mathematische Grundlagen der Quantenmechanik[18])

## Prix
- Prix Nobel

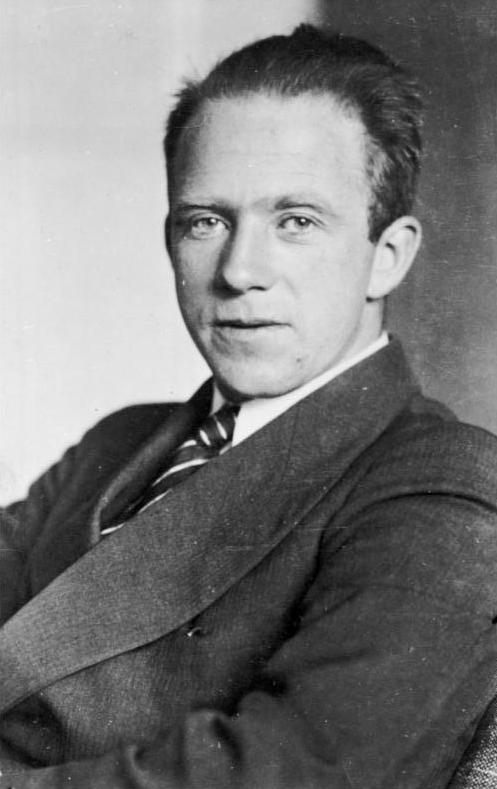
Werner Heisenberg

  - Physique : Werner Heisenberg (Allemand), pour ses travaux sur la mécanique quantique.
  - Chimie : Irving Langmuir (américain)
  - Physiologie ou médecine : Sir Charles Scott Sherrington, Edgar Douglas Adrian (Britanniques), pour leurs travaux sur les neurones.

- Médailles de la Royal Society
  - Médaille Buchanan : Thorvald Madsen
  - Médaille Copley : George Ellery Hale
  - Médaille Darwin : Carl Erich Correns
  - Médaille Davy : Richard Willstätter
  - Médaille Hughes : James Chadwick
  - Médaille royale : Edward Mellanby, Robert Robinson
  - Médaille Rumford : Fritz Haber

- Médailles de la Geological Society of London
  - Médaille Lyell : Henry Dewey (en) et Maria Gordon
  - Médaille Murchison : William George Fearnsides
  - Médaille Wollaston : Johan Herman Lie Vogt

- Prix Jules-Janssen (astronomie) : Bernard Lyot
- Médaille Bruce (Astronomie) : John Stanley Plaskett
- Médaille Linnéenne : Edwin Stephen Goodrich
- Prix Valz : Jean Dufay

## Naissances

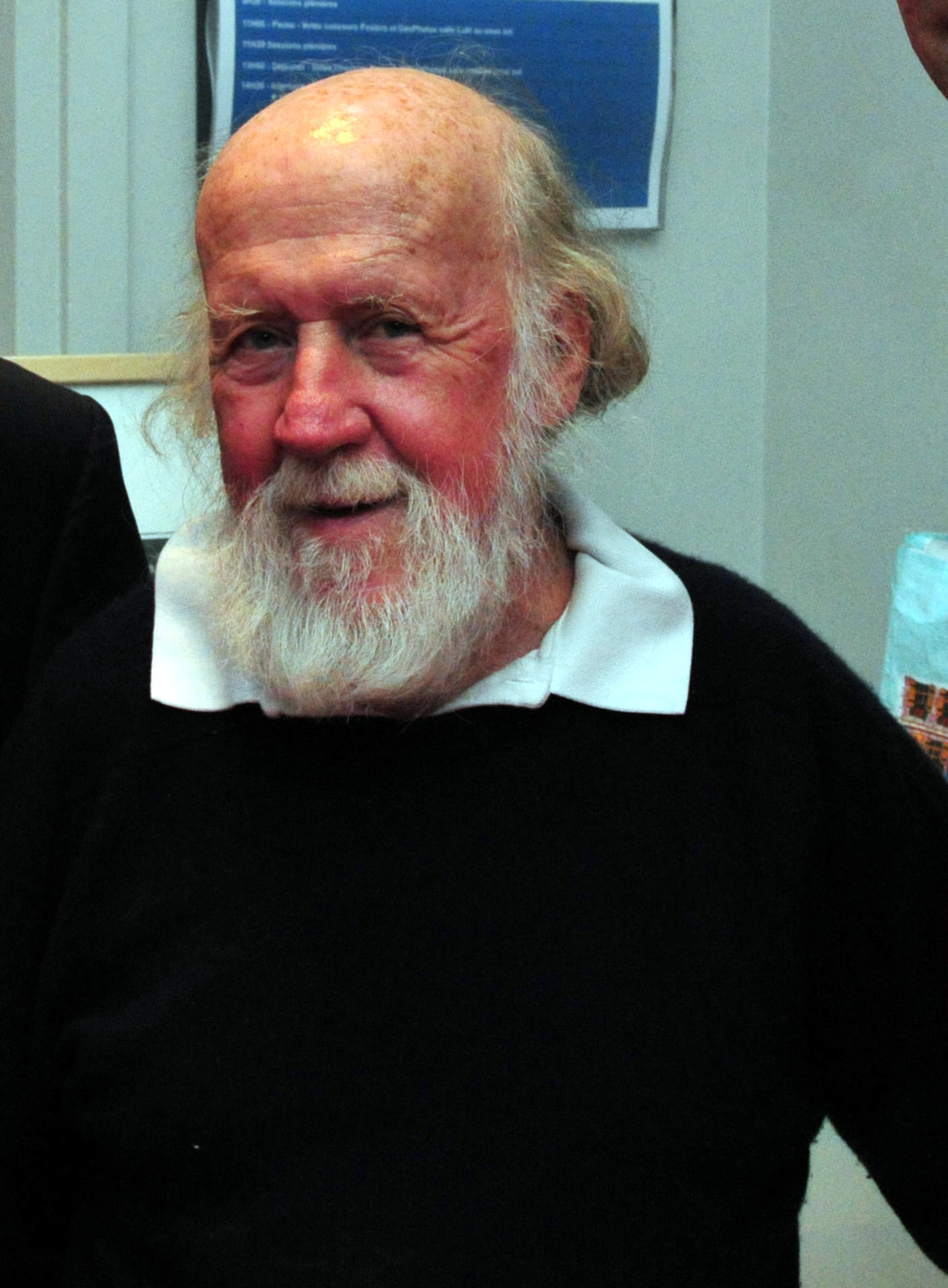
Hubert Reeves

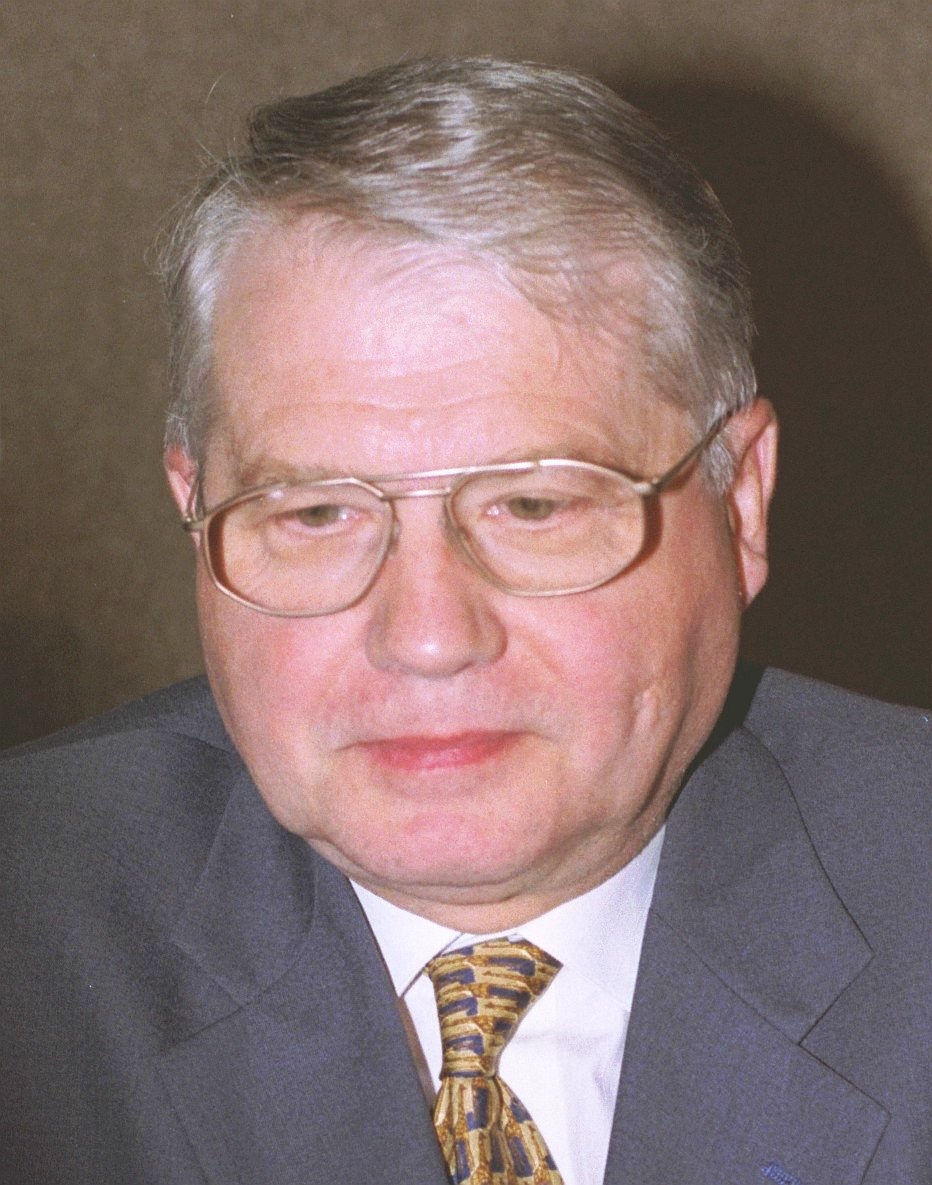
Luc Montagnier

- 6 janvier : Stuart Rice, chimiste théoricien et physico-chimiste américain.
- 15 janvier : Jean-Pierre Verdet, mathématicien, astronome et historien de l’astronomie français.
- 23 janvier : Enid Forde (morte en 2010), géographe sierra-léonaise.
- 7 février : Alfred Worden, astronaute américain.
- 19 février : Joseph Kerwin, astronaute américain.
- 27 février : Claude Lorius (mort en 2023), glaciologue français.
- 28 février : Jean-Paul Benzécri, statisticien français.

- 15 mars : Alan Bean, astronaute américain.
- 16 mars : Walter Cunningham, astronaute américain.
- 21 mars : 
  - Walter Gilbert, biochimiste et médecin, prix Nobel de chimie en 1980.
  - Paul Gochet (mort en 2011), philosophe et logicien belge.
- 24 mars : Lodewijk van den Berg (mort en 2022), ingénieur chimiste et astronaute néerlando-américain.

- 13 avril : Zdenek Pouzar (mort en 2023), mycologue tchèque.
- 25 avril : Nikolaï Kardachev (mort en 2019), radioastronome et astrophysicien soviétique puis russe.
- 26 avril : Michael Smith (mort en 2000), biochimiste canadien d'origine anglaise, prix Nobel de chimie en 1993.
- 27 avril : Gian-Carlo Rota (mort en 1999), mathématicien et philosophe américain né en Italie.
- 28 avril : Michael H. Hart, astrophysicien et essayiste américain.

- 1er mai : Yves Lecerf (mort en 1995), logicien, ethnométhodologue et anthropologue français.
- 9 mai : Paul Camion, mathématicien et informaticien théoricien franco-belge.
- 23 mai : Juliet Popper Shaffer, psychologue et statisticienne américaine.
- 30 mai : Solomon W. Golomb (mort en 2016), mathématicien et informaticien américain.
- 31 mai : Jay Miner (mort en 1994), concepteur américain de circuit intégré.
- 6 juin : David Scott, astronaute américain.
- 13 juin : Charles W. Misner (mort en 2023), physicien américain.
- 18 juin : Dudley Robert Herschbach, chimiste américain, prix Nobel de chimie en 1986.
- 13 juillet : Hubert Reeves, astrophysicien, communicateur scientifique et écologiste franco-québécois.
- 16 juillet : Tim Asch (mort en 1994), anthropologue américain.
- 25 juillet : Paul J. Weitz, astronaute américain.
- 31 juillet : Elliott Lieb, mathématicien et physicien américain.

- 4 août : Frances Allen, informaticienne américaine.
- 8 août : Andrzej Ehrenfeucht, mathématicien et informaticien théoricien américain d'origine polonaise.
- 9 août : Francis Allotey (mort en 2017), physicien mathématicien ghanéen.
- 12 août : Gwilym Jenkins (mort en 1982), statisticien et logisticien britannique.
- 14 août : Edward O. Thorp, probabiliste américain.
- 18 août : Luc Montagnier, médecin et virologue français, prix Nobel de physiologie ou médecine 2008.
- 22 août :
  - Gerald Paul Carr, astronaute américain.
  - Jean Rayrole, astronome français.
- 26 août :
  - Joseph H. Engle, astronaute américain (mort en 2024).
  - Gastón Guzmán, mycologue et anthropologue mexicain.
- 15 septembre : Neil Bartlett (mort en 2008), chimiste anglais.
- 26 septembre : Clifton Williams (mort en 1967), aspirant-astronaute américain.
- 27 septembre : Oliver Williamson (mort en 2020), économiste américain co-lauréat du prix Nobel 2009.
- 11 octobre : Dana Scott, informaticien américain.
- 12 octobre : Jake Garn (mort en 1993), astronaute américain.
- 20 octobre : Jorma Rissanen, informaticien et chercheur finlandais.
- 24 octobre : Pierre-Gilles de Gennes (mort en 2007), physicien français, prix Nobel de physique en 1991.
- 26 octobre : Manfred Max-Neef (mort en 2019), économiste et environnementaliste chilien.

- 2 novembre : Melvin Schwartz (mort en 2006), physicien américain, prix Nobel de physique en 1988.
- 6 novembre : François Englert, physicien et cosmologiste belge.
- 19 novembre : Eleanor Francis Helin (morte en 2009), astronome américaine.
- 25 novembre : Bruno Lussato (mort en 2009), informaticien et enseignant français.

- 5 décembre : Sheldon Glashow, physicien américain, prix Nobel de physique en 1979.
- 8 décembre : Ubiratàn D'Ambrosio (mort en 2021), historien des mathématiques brésilien.
- 11 décembre : Robert H. Boyer (mort en 1966), mathématicien et physicien américain.
- 18 décembre : Nicolaï Roukavichnikov (mort en 2002), cosmonaute soviétique.
- 26 décembre : Robert Klapisch (mort en 2020), physicien français.

- Yvon Chatelin, géologue français.
- Kenneth Anderson Kitchen, égyptologue anglais.
- Douglas McIlroy, mathématicien, ingénieur, et programmeur américain.

## Décès

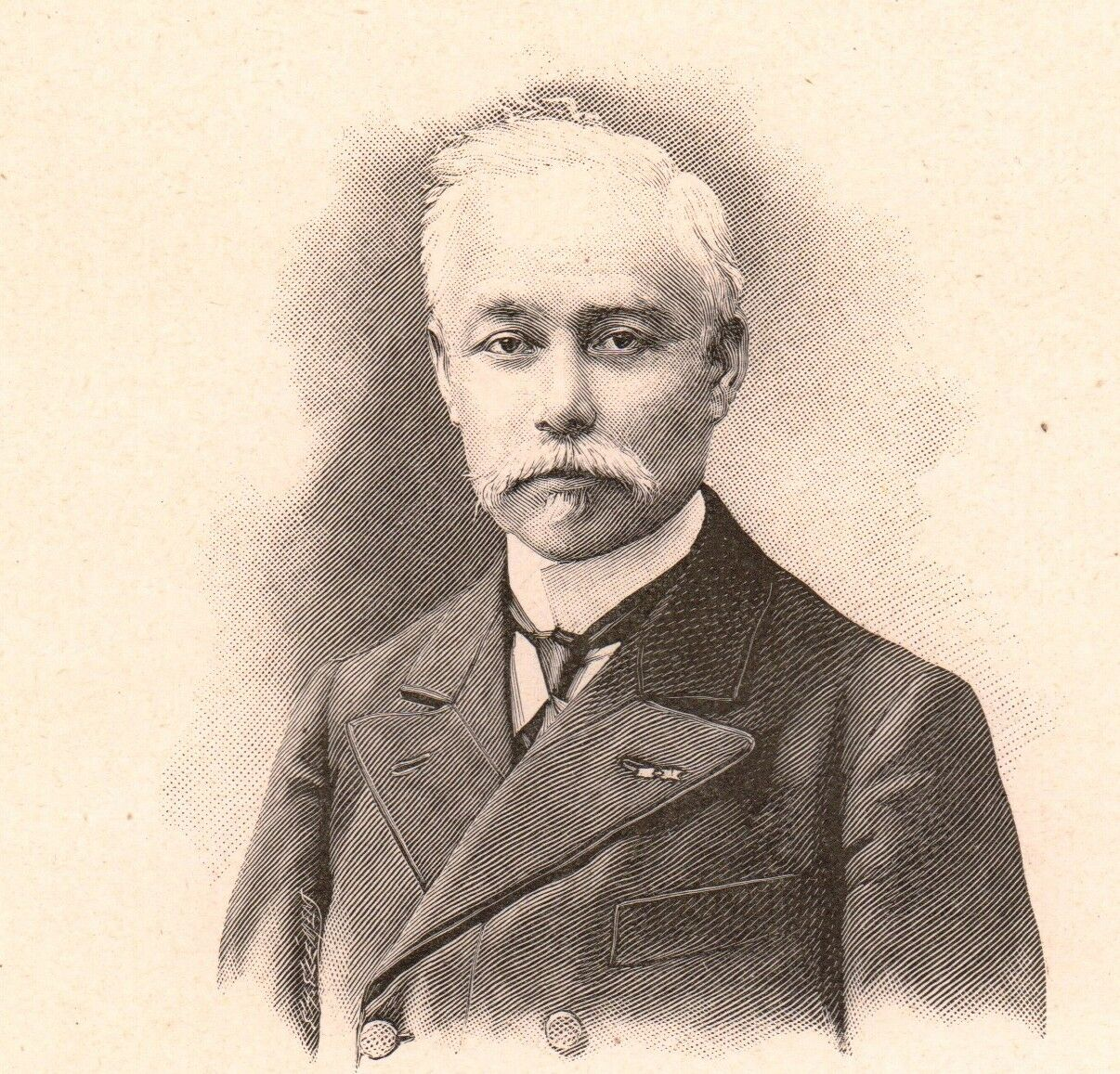
Guillaume Bigourdan

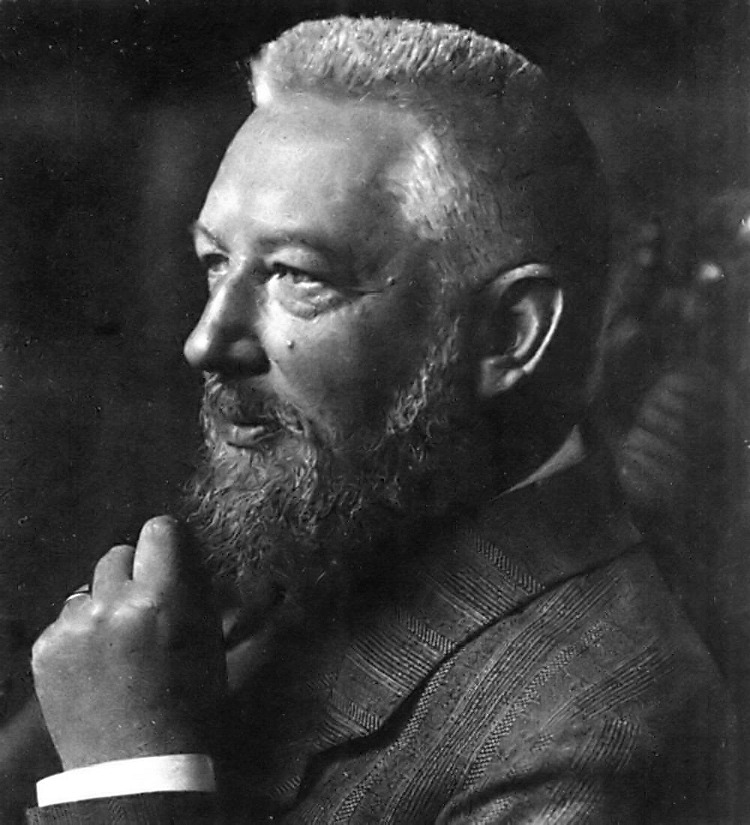
Wilhelm Ostwald

- 1er janvier : Stéphane Gsell (né en 1864), archéologue et historien français.
- 12 janvier : Alfred Louis Delattre (né en 1850), ecclésiastique et archéologue français.

- 7 février : Charles Janet (né en 1849), ingénieur, industriel, inventeur et savant français.
- 15 février : Charles Henri Lagrange (né en 1851), mathématicien et astronome belge.
- 28 février : Guillaume Bigourdan (né en 1851), astronome français.

- 14 mars : George Eastman (né en 1854), industriel américain, inventeur des plaques photographiques au gélatinobromure d’argent.
- 20 mars : Ilya Ivanovich Ivanov (né en 1860), biologiste russe.

- 4 avril : Wilhelm Ostwald (né en 1853), chimiste germano-balte, prix Nobel de chimie en 1909.
- 20 avril : Giuseppe Peano (né en 1858), mathématicien italien, célèbre pour ses travaux de logique ou pour sa courbe.
- Hartley Ferrar (né en 1879), géologue irlandais.

- 2 juin : John Walter Gregory (né en 1864), géologue et explorateur britannique.
- 26 juin : Adelaide Ames (née en 1900), astronome américaine

- 5 juillet : Erland Nordenskiöld (né en 1877), anthropologue et archéologue suédois.
- 10 août :Carl Bock (né en 1849), naturaliste et explorateur suédois.

- 12 septembre : T. H. C. Stevenson (né en 1870), statisticien irlandais.
- 16 septembre : Ronald Ross (né en 1857), médecin, bactériologiste et entomologiste britannique.
- 22 septembre : Ulysses Sherman Grant (né en 1867), Géologue et paléoconchyliologiste américain.
- 27 septembre : Barton Warren Evermann (né en 1853), ichtyologiste américain.

- 3 octobre : Max Wolf (né en 1863), astronome allemand.
- 7 octobre : Max Schlosser (né en 1854), paléontologue allemand.
- 9 octobre : Karl Immanuel Eberhard Goebel (né en 1855), botaniste allemand.

- 10 décembre : Eugen Bamberger (né en 1857), chimiste allemand.
- 29 décembre : Edwin Chapin Starks (né en 1867), ichtyologiste américain.
- 30 décembre : Olivier de Rougé (né en 1862), homme politique français.

- Marcellin Chiris (né en 1857), archéologue français.
- Joseph Kitchin (né en 1861), statisticien britannique.